# Ternebleikja
Ternebleikja est une île norvégienne du comté de Hordaland appartenant administrativement à Bømlo.

## Description
Rocheuse et désertique, elle s'étend sur environ 45 m de longueur pour une largeur approximative de 38 m. 